# 聖維森特德丘庫里
聖維森特德丘庫里是哥倫比亞的城鎮，位於該國東北部，由桑坦德省負責管轄，距離首府布卡拉曼加87公里，面積1,195平方公里，海拔高度693米，2005年人口32,533。

## 外部連結
Official web site
6°53′N 73°25′W / 6.883°N 73.417°W